# GPS-2 1
GPS-2 1 – amerykański satelita nawigacyjny wchodzący w skład systemu Global Positioning System, pierwszy wystrzelony satelita z serii GPS Block 2, pierwszy w pełni operacyjny satelita systemu GPS. 
Satelitę wystrzelono z wyrzutni LC-17A na przylądku Canaveral, na pokładzie rakiety Delta II w konfiguracji 6925. Był to zarazem pierwszy lot rakiety Delta II. Start nastąpił 14 lutego 1989 o 18:30 UTC. Po oddzieleniu od trzeciego stopnia rakiety satelita znalazł się na orbicie przejściowej. Orbitę docelową osiągnął przy pomocy wbudowanego silnika Star-37XFP.
Podczas pracy na orbicie nadawał sygnał PRN 14. Satelita działał poprawnie do 26 marca 2000, kiedy to uszkodzeniu uległy koła reakcyjne odpowiedzialne za orientację satelity na orbicie. Ostatecznie satelitę wyłączono 14 kwietnia 2000, zastępując go satelitą GPS-2R 4.